# Людо Кук
Людовік «Людо» Кук (нід. Ludo Coeck, 25 вересня 1955, Антверпен — 9 жовтня 1985, Едегем) — бельгійський футболіст, що грав на позиції півзахисника.
Виступав, зокрема, за клуб «Андерлехт», з яким став дворазовим володарем Кубка кубків УЄФА та Суперкубка УЄФА, а також володарем Кубка УЄФА. Крім цього виступав за національну збірну Бельгії, з якою був учасником чемпіонату світу та Європи.

## Клубна кар'єра

### Ранні роки
Народився 25 вересня 1955 року в районі Берхем міста Антверпен. З дитинства Людо займався футболом, в 9 років вступив до школи місцевого клубу «Берхем». Кумиром Людо був італієць Джанні Рівера. Рослий, але технічний Кук швидко розвивався і на початку 1970-х років дебютував в основному складі, з'явившись ще й у молодіжній збірній Бельгії.
У сезоні 1971/72 16-річний Людо Кук дебютував в основному складі «Берхема», що грав у другому дивізіоні, під керівництвом тренера Ріка Коппенса. Всього у тому сезоні молодий півзахисник зіграв за клуб 7 матчів другого дивізіону чемпіонату Бельгії і забив 7 голів, допомігши команді посісти перше місце. Гравець привернув до себе увагу кількох топ-клубів Бельгії, хоча батько наполягав, щоб Людо не виїжджав з рідного міста і продовжив виступи за основний склад. Однак влітку 1972 року Констант Ванден Сток, президент «Андерлехта», переконав Людо і клуб покинути «Берхем». Ціна трансферу склала близько 5 мільйонів бельгійських франків, що еквівалентно приблизно 120 тисячам євро.

### «Андерлехт»

#### Початок
17-річний Кук потрапив до команди, в якій грали зокрема Франсуа ван дер Ельст, Роб Ренсенбрінк, Поль ван Гімст, Уго Броос і Жілбер ван Бінст. Головний тренер Георг Кесслер випустив Людо в листопаді 1972 року в основному складі в матчі проти «Стандарда» з Льєжа. через місяць Кук забив свій перший гол у матчі проти «Сент-Трюйдена». У своєму другому сезоні під керівництвом Урбена Бремса Людо остаточно закріпився у складі, почавши грати важливу роль в команді. Він допоміг їй виграти чемпіонат Бельгії в тому сезоні. Кук був досить розумним гравцем, який добре вмів читати гру і володів відмінною технікою удару. Його удари з лівої ноги доставляли складність воротарям багатьох команд.

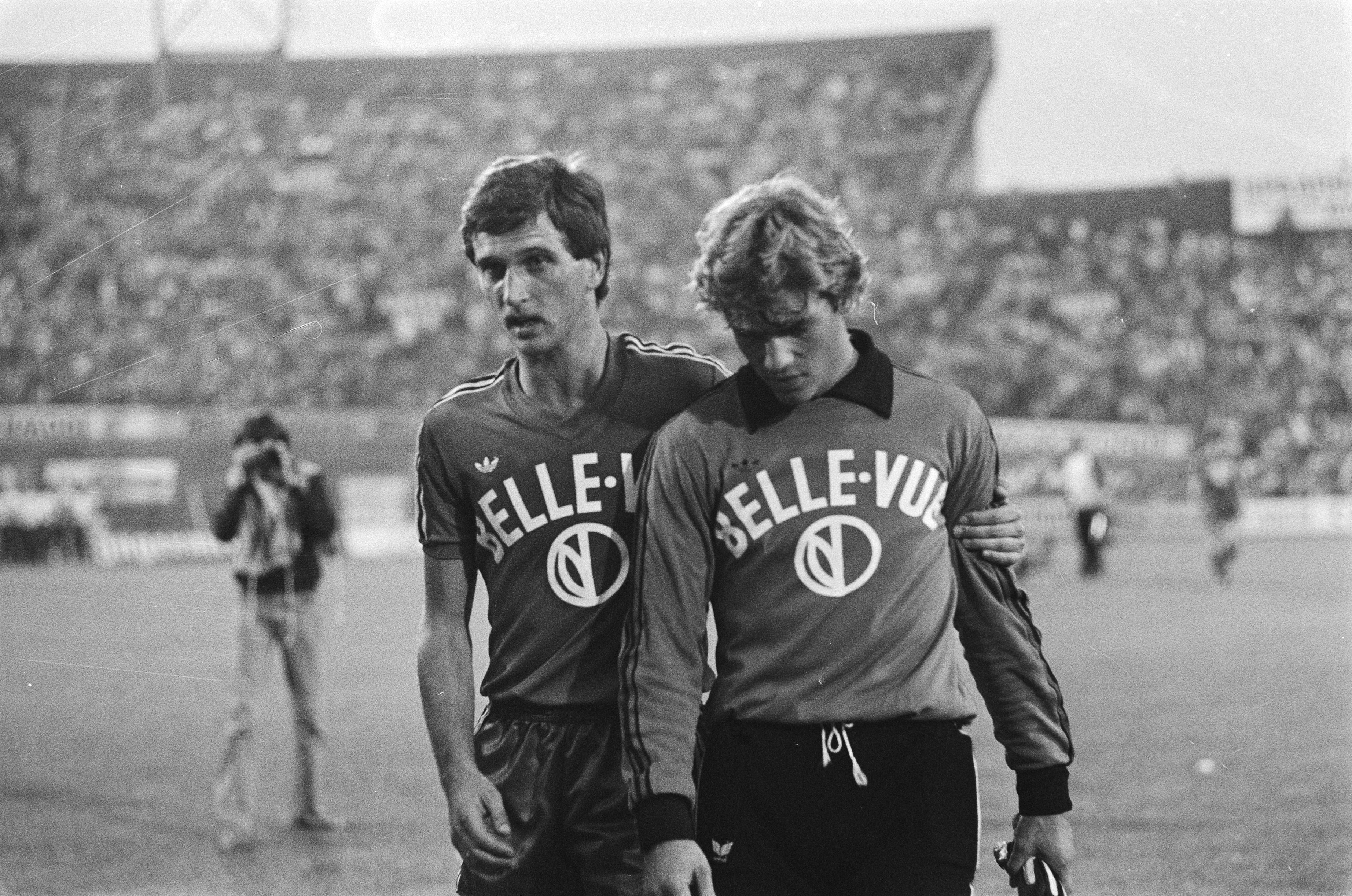
Людо Кук (ліворуч) і воротар Жакі Мунарон після матчу «Андерлехта». 1978 рік.

#### Успіхи в єврокубках
У середині 1970-х років Кук став провідним півзахисником «Андерлехта». За допомогою Арі Гана він став одним із стовпів півзахисту клубу, будучи одночасно плеймейкером. У 1976 році Кук вийшов з командою у фінал Кубка володарів кубків УЄФА, в якому «Андерлехт» виграв у «Вест Гем Юнайтед» з рахунком 4:2, але ще в першому таймі Людо отримав травму і був замінений.
З цього моменту для Кука почалася чорна смуга, оскільки його постійно почали переслідувати травми. Більш того, він почав зловживати алкоголем, через що пропускав змагання. Іноді він навіть вступав у бійки і отримував поранення, проте продовжував виступати, незважаючи на проблеми. Під керівництвом Раймона Гуталса, якого він знав по роботі зі збірною Бельгії, Кук не боявся за своє місце в команді. 1977 року у фіналі Кубка володарів кубків брюссельський клуб з Куком програв, але в наступному 1978 році йому знову підкорився Кубок кубків, а потім і другий Суперкубок Європи.

#### Травми
У 1979 році Кук отримав серйозну травму коліна, і експерти стверджували, що це кінець футбольної кар'єри Людо. Однак через дев'ять місяців Кук повернувся в клуб і продовжив тренування. У вересні 1981 року його чекала ще одна проблема: в одній з міжнародних зустрічей проти польського «Відзева» він отримав чергову травму після підніжки суперника. Людо забрали на ношах з поля, і він знову повинен був чекати кілька місяців до свого повернення на поле. Знову оглядачі боялист того, що Кук не повернеться на свій колишній рівень, до того ж у гравця завершувався контракт з «Андерлехтом», і клуб пропонував Людо перейти в «Льєрс» в обмін на найкращого бомбардира Ервіна Ванденберга. Свій інтерес також проявляли «Кельн» і «Гент». Однак Людо відмовився залишати команду і продовжив контракт з клубом ще на два сезони. Через кілька місяців Людо увійшов до числа найкращих футболістів Бельгії, але все ж поступився Ванденбергу.

#### Кубок УЄФА
На початку 1980-х тренер брюсельців Томислав Івич відправив Кука на захист, і там Людо також пристосувався. Незабаром після звільнення Івіча тренером став колишній товариш по команді Людо Поль ван Гімст, який повернув Кука назад в півзахист. Граючи під номером 10, Людо допоміг команді вийти у фінал Кубка УЄФА 1982/83 років. Разом зі своїм колегою Хуаном Лосано Людо чудово грав на фланзі, допомігши обіграти «Бенфіку» і тим самим вперше завоював Кубок УЄФА.

### Виступи в Італії

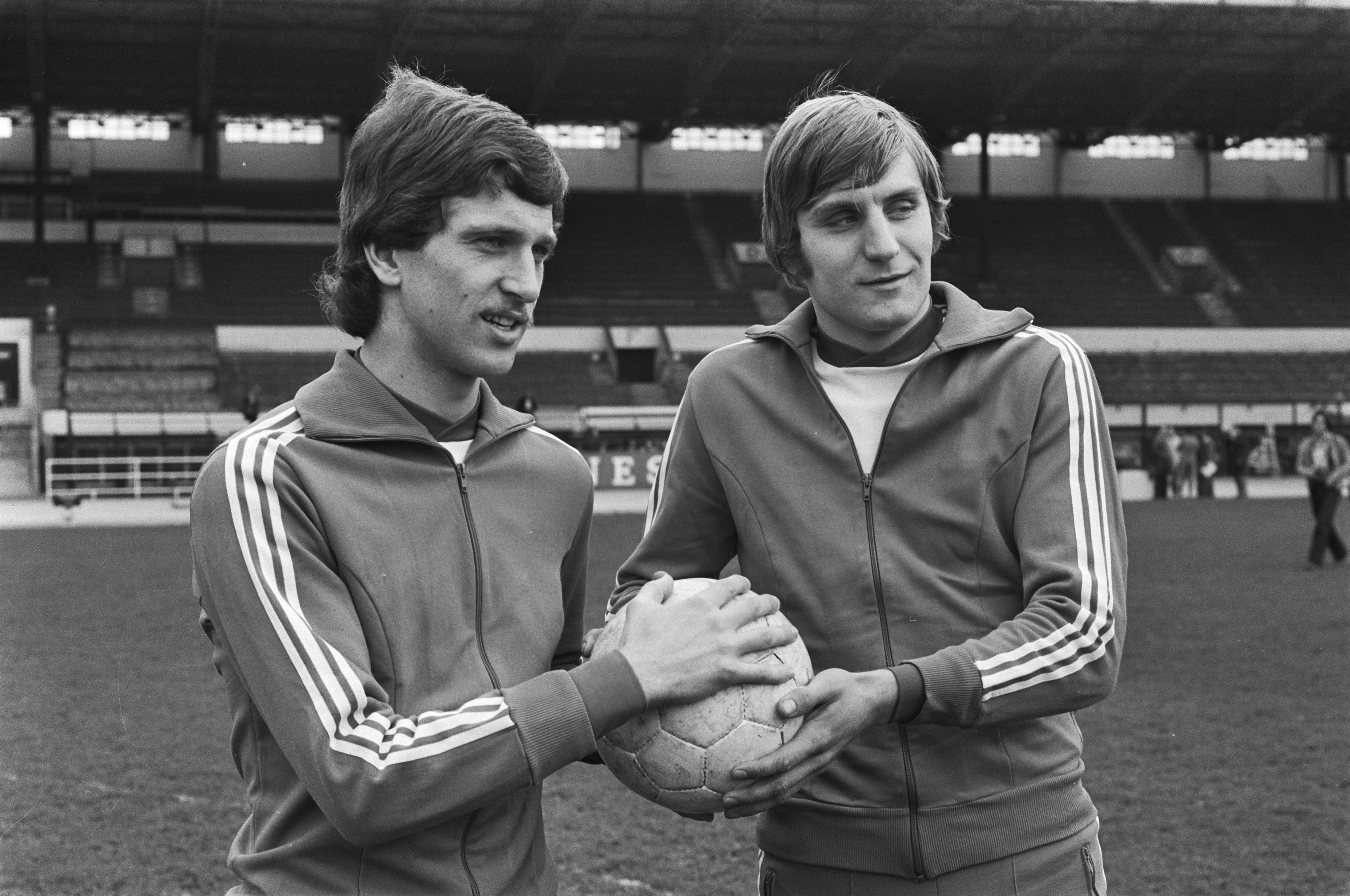
Людо Кук (ліворуч) і Ян Кулеманс на тренуванні збірної Бельгії. 1977 рік.

Протягом багатьох років жоден європейський клуб не міг купити Кука: це не дозволяли зробити і травми Людовика, і небажання клубу відпускати гравця. Через кілька тижнів після фіналу Кубка УЄФА 1983 року його придбав міланський «Інтернаціонале» за 45 мільйонів бельгійських франків (1 мільйон 125 тисяч євро). В Італії Кук грав часто проти Еріка Геретса, який виступав за «Мілан». Втім в міланському клубі бельгієць також неодноразово отримував травми, а в матчі відбору на Євро за збірну Бельгії проти Швейцарії Людо отримав серйозну травму і вилетів до кінця сезону. В результаті 1984 року Кук перейшов в «Асколі», але через травму так і не зіграв жодної гри.

## Виступи за збірну
8 вересня 1974 року дебютував в офіційних іграх у складі національної збірної Бельгії у матчі кваліфікації до Євро-1976 проти Ісландії (2:0).
У складі збірної був учасником чемпіонату світу 1982 року в Іспанії. Участь Кука була сумнівною через його травму, але він вчасно відновився і був основним гравцем своєї команди, зігравши у всіх 5 іграх і відзначився переможним голом з 30 метрів у ворота збірної Сальвадору (1:0).
За два роки Кук поїхав з командою і на чемпіонат Європи 1984 року у Франції. На турнірі Людо зіграв у двох матчах, обидва рази виходячи на заміну — з Францією (0:5) і з Данією (2:3), а його команда не вийшла з групи.
Ці ігри стали останніми для Кука зав збірну. Загалом протягом кар'єри у національній команді, яка тривала 11 років, провів у її формі 46 матчів, забивши 4 голи.

## Статистика виступів

### Статистика виступів за збірну
| Дата       | Місто      | Господарі         | Результат | Гості             | Турнір                                           | Голи | Примітки |
| ---------- | ---------- | ----------------- | --------- | ----------------- | ------------------------------------------------ | ---- | -------- |
| 8-9-1974   | Рейк'явік  | Ісландія          | 0 – 2     | Бельгія           | Відбір до ЧЄ 1976                                | -    |          |
| 30-4-1975  | Антверпен  | Бельгія           | 1 – 0     | Нідерланди        | товариський матч                                 | -    |          |
| 6-9-1975   | Льєж       | Бельгія           | 1 – 0     | Ісландія          | Відбір до ЧЄ 1976                                | -    |          |
| 27-9-1975  | Брюссель   | Бельгія           | 1 – 2     | НДР               | Відбір до ЧЄ 1976                                | -    |          |
| 15-11-1975 | Париж      | Франція           | 0 – 0     | Бельгія           | Відбір до ЧЄ 1976                                | -    |          |
| 25-4-1976  | Роттердам  | Нідерланди        | 1 – 0     | Бельгія           | Відбір до ЧЄ 1976                                | -    |          |
| 5-9-1976   | Рейк'явік  | Ісландія          | 0 – 1     | Бельгія           | Відбір до ЧС 1978                                | -    |          |
| 10-11-1976 | Льєж       | Бельгія           | 2 – 0     | Північна Ірландія | Відбір до ЧС 1978                                | -    |          |
| 26-1-1977  | Рим        | Італія            | 2 – 1     | Бельгія           | товариський матч                                 | -    |          |
| 26-3-1977  | Антверпен  | Бельгія           | 0 – 2     | Нідерланди        | Відбір до ЧС 1978                                | -    |          |
| 26-10-1977 | Амстердам  | Нідерланди        | 1 – 0     | Бельгія           | Відбір до ЧС 1978                                | -    |          |
| 16-11-1977 | Белфаст    | Північна Ірландія | 3 – 0     | Бельгія           | Відбір до ЧС 1978                                | -    |          |
| 21-12-1977 | Льєж       | Бельгія           | 0 – 1     | Італія            | товариський матч                                 | -    |          |
| 22-3-1978  | Шарлеруа   | Бельгія           | 1 – 0     | Австрія           | товариський матч                                 | -    |          |
| 19-4-1978  | Магдебург  | НДР               | 0 – 0     | Бельгія           | товариський матч                                 | -    |          |
| 20-9-1978  | Локерен    | Бельгія           | 1 – 1     | Норвегія          | Відбір до ЧЄ 1980                                | -    |          |
| 11-10-1978 | Лісабон    | Португалія        | 1 – 1     | Бельгія           | Відбір до ЧЄ 1980                                | -    |          |
| 15-11-1978 | Тель-Авів  | Ізраїль           | 1 – 0     | Бельгія           | товариський матч                                 | -    |          |
| 18-3-1980  | Брюссель   | Бельгія           | 2 – 0     | Уругвай           | товариський матч                                 | -    |          |
| 2-4-1980   | Брюссель   | Бельгія           | 2 – 1     | Польща            | товариський матч                                 | 1    |          |
| 15-10-1980 | Дублін     | Ірландія          | 1 – 1     | Бельгія           | Відбір до ЧС 1982                                | -    |          |
| 19-11-1980 | Брюссель   | Бельгія           | 1 – 0     | Нідерланди        | Відбір до ЧС 1982                                | -    |          |
| 21-12-1980 | Нікосія    | Кіпр              | 0 – 2     | Бельгія           | Відбір до ЧС 1982                                | -    |          |
| 18-2-1981  | Брюссель   | Бельгія           | 3 – 2     | Кіпр              | Відбір до ЧС 1982                                | -    |          |
| 25-3-1981  | Брюссель   | Бельгія           | 1 – 0     | Ірландія          | Відбір до ЧС 1982                                | -    |          |
| 9-9-1981   | Брюссель   | Бельгія           | 2 – 0     | Франція           | Відбір до ЧС 1982                                | -    |          |
| 24-3-1982  | Брюссель   | Бельгія           | 4 – 1     | Румунія           | товариський матч                                 | -    |          |
| 28-4-1982  | Брюссель   | Бельгія           | 0 – 1     | Болгарія          | товариський матч                                 | -    |          |
| 27-5-1982  | Копенгаген | Данія             | 1 – 0     | Бельгія           | товариський матч                                 | -    |          |
| 13-6-1982  | Барселона  | Аргентина         | 0 – 1     | Бельгія           | ЧС 1982 - 1-й етап                               | -    |          |
| 19-6-1982  | Ельче      | Бельгія           | 1 – 0     | Сальвадор         | ЧС 1982 - 1-й етап                               | 1    |          |
| 22-6-1982  | Ельче      | Бельгія           | 1 – 1     | Угорщина          | ЧС 1982 - 1-й етап                               | -    |          |
| 28-6-1982  | Барселона  | Бельгія           | 0 – 3     | Польща            | ЧС 1982 - 2-й етап                               | -    |          |
| 1-7-1982   | Барселона  | Бельгія           | 0 – 1     | СРСР              | ЧС 1982 - 2-й етап                               | -    |          |
| 22-9-1982  | Мюнхен     | ФРН               | 0 – 0     | Бельгія           | товариський матч                                 | -    |          |
| 6-10-1982  | Брюссель   | Бельгія           | 3 – 0     | Швейцарія         | Відбір до ЧЄ 1984                                | 1    |          |
| 15-12-1982 | Брюссель   | Бельгія           | 3 – 2     | Шотландія         | Відбір до ЧЄ 1984                                | -    |          |
| 30-3-1983  | Лейпциг    | НДР               | 1 – 2     | Бельгія           | Відбір до ЧЄ 1984                                | -    |          |
| 27-4-1983  | Брюссель   | Бельгія           | 2 – 1     | НДР               | Відбір до ЧЄ 1984                                | 1    |          |
| 31-5-1983  | Люксембург | Бельгія           | 1 – 1     | Франція           | Турнір до 75-річчя Федерації футболу Люксембурга | -    |          |
| 21-9-1983  | Брюссель   | Бельгія           | 1 – 1     | Нідерланди        | товариський матч                                 | -    |          |
| 12-10-1983 | Глазго     | Шотландія         | 1 – 1     | Бельгія           | Відбір до ЧЄ 1984                                | -    |          |
| 9-11-1983  | Берн       | Швейцарія         | 3 – 1     | Бельгія           | Відбір до ЧЄ 1984                                | -    |          |
| 6-6-1984   | Брюссель   | Бельгія           | 2 – 2     | Угорщина          | товариський матч                                 | -    |          |
| 16-6-1984  | Нант       | Франція           | 5 – 0     | Бельгія           | ЧЄ 1984 - 1-й етап                               | -    |          |
| 19-6-1984  | Страсбург  | Бельгія           | 2 – 3     | Данія             | ЧЄ 1984 - 1-й етап                               | -    |          |
| Усього     |            | Матчів            | 46        |                   | Голів                                            | 4    |          |

## Титули і досягнення
- Чемпіон Бельгії (2):

«Андерлехт»: 1973/74, 1980/81
- Володар Кубка Бельгії (3):

«Андерлехт»: 1972/73, 1974/75, 1975/76
- Володар Кубка бельгійської ліги (2):

«Андерлехт»: 1973, 1974
- Володар Кубка володарів кубків УЄФА (2):

«Андерлехт»: 1975/76, 1977/78
- Володар Суперкубка УЄФА (2):

«Андерлехт»: 1976, 1978
- Володар Кубка УЄФА (1):

«Андерлехт»: 1982/83

## Загибель
7 жовтня 1985 року він повертався після переговорів з клубом «Моленбек», з яким йому вдалося підписати угоду. На трасі Антверпен-Брюссель поблизу міста Румст автомобіль BMW Людо потрапив в аварію: водій не впорався з керуванням і врізався в огорожу. Потерпілого терміново госпіталізували і відправили в клініку університету Антверпена, проте не зуміли врятувати і через два дні 9 жовтня Людо Кук помер.
В пам'ять про загиблого в Берхемі був перейменований стадіон клубу. Також у 1980-ті та 1990-ті в Антверпені проводився футбольний турнір пам'яті Людо Кука.